# Veronika Dolina
Veronika Arkadievna Dolina (Верони́ка Арка́дьевна До́лина), née le 2 janvier 1956 à Moscou (URSS), est une chanteuse, compositrice et poétesse soviétique et russe. Elle a composé plus de cinq cents chansons.

## Biographie
Veronika Dolina naît à Moscou dans la famille d'un ingénieur aéronautique, Arkadi Iakovlevitch Fischer, et d'une mère médecin, Lioudmila Alexandrovna Dolina (1923-1991), dont elle prend le nom de famille. Son grand-père maternel, Alexandre Ossipovitch Doline, d'origine juive, est originaire de Bessarabie; il a combattu du côté des rouges pendant la guerre civile russe et est devenu médecin neurophysiologue,. Sa grand-mère maternelle, née Faïna Issaakovna Zborovskaïa, également d'origine juive, est pédiatre. Le frère de Veronika, Alexandre Doline, est écrivain et traducteur de japonais.
Elle étudie dans la même classe que le futur oligarque Iegor Gaïdar. Elle est diplômée d'une école de musique et en 1979 elle termine l'institut pédagogique Lénine de Moscou, recevant son diplôme d'enseignante de français. Elle travaille dans une bibliothèque, puis dans la rédaction d'une revue spécialisée.
C'est en 1971 qu'elle commence à composer des chansons et les interprète en s'accompagnant d'une guitare. Elle compose ses propres vers et la musique et parfois chante sur des vers de Iounna Morits en collaboration avec Alexandre Soukhanov. Dès le milieu des années 1970, elle participe au KSP, club des chansons d'auteur. Elle atteint une certaine notoriété à l'époque de la perestroïka. Son premier disque sort en 1986 et le deuxième atteint plus d'un million d'exemplaires. En 1987, elle donne son premier concert à Varsovie au club Hybride.
En 1989, la firme Melodiya publie un compact-disc de Veronika Dolina, intitulé Choses d'élite («Элитарные штучки»). Au début de l'année 2014, elle a à son actif dix-neuf recueils de poésie, neuf disques vinyle et vingt-quatre compact-disc. En 2011, elle traduit les Lais de Marie de France («Мария Французская. Двенадцать повестей»). Elle reçoit le prix littéraire Couronne («Венец») en 2005.

## Opinion
Elle signe une pétition en 2001 en défense de la chaîne NTV.
En mars 2014, elle exprime avec d'autres intellectuels son désaccord en ce qui concerne le rattachement de la Crimée à la Russie. Elle signe une adresse en défense de Gassan Gousseïnov, le 10 novembre 2019.
Elle s'oppose à une future invasion russe de l'Ukraine le 22 février 2022, deux jours avant le début de l'« opération militaire spéciale ».

## Famille
- Sœur: Natalia Kozak, médecin, a émigré en Israël en 1985; elle meurt le 4 septembre 2021.
- Frère: Alexandre Doline, philologue japoniste, traducteur du japonais.
- Époux:
  - De 1977 à 1992: Vladimir Vorobiov (1939-2022)[7], docteur en sciences mathématiques et physiques[8].
  - Alexandre Mouratov, réalisateur[9].
- Enfants:
  - Anton Vladimirovitch Doline (né Vorobiov, 1976), journaliste et critique de cinéma.
  - Oleg Vladimirovitch Doline (né Vorobiov, 1981), acteur et musicien.
  - Assia Vladimirovna Dolina (née Vorobiova, 1984), journaliste et musicienne.
  - Matveï Alexandrovitch Mouratov (1995).

## Albums musicaux
- 1986 — «Позвольте быть вам верной» (vinyle)
- 1987 — «Мой дом летает» (vinyle)
- 1987 — «Когда б мы жили без затей» (vinyle)
- 1989 — «Элитарные штучки» (vinyle)
- 1990 — «Волшебный сурок» (vinyle)
- 1993 — «Невинград»
- 1994 — «…И Зайчоночка Волчиха Родила, И Волчоночка Зайчиха Родила…» (vinyle)
- 1995 — Судьба и кавалер
- 1996 — «Любая любовь»
- 1998 — «Будто письма» (avec Mikhaïl Volodine)
- 1999 — «Mon Petit Tambour» (en français)
- 1999 — «Бальзам»
- 1999 — «Табак»
- 1990 — «Дитя со спичками»
- 2000 — «Железная дева»
- 2000 — «Сказочки на потолке»
- 2001 — «Фараон»
- 2003 — «Тринадцать бриллиантов»
- 2004 — «Фатрази»
- 2005 — «Старые французские сказки»
- 2006 — «Водевир»
- 2007 — «Медальончик»
- 2009 — «Головокружение»
- 2011 — «Ночная дудочка»
- 2013 — «Сторож и ветеринар»
- 2014 — «Третья половина дня»